# ناحية ملح
ناحية ملح إحدى نواحي سوريا تتبع إداريّاً لمحافظة السويداء منطقة صلخد ومركزها بلدة ملح، بلغ تعداد سكان الناحية 13,615 نسمة حسب التعداد السكاني لعام 2004.
تلقب ناحية ملح بـ ملح الصرار وذلك بسبب الرياح القوية التي تكون في الشتاء.
و تسمى تاريخياً بـ «الاموسا» .

## بلدات وقرى ناحية ملح
أبو زريق، بهم، الهويا، الحريسة، خازمة، ملح، قيصما، شعف، الشعاب، تل اللوز، طليلين، أم شامة.